# 고양이 애호가 협회

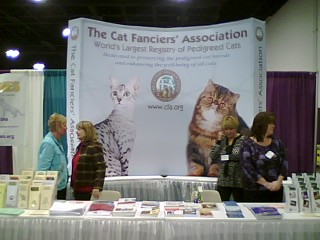
2008년 11월 22일 애틀랜타에서 열린 2008 CFA 국제 고양이 쇼의 고양이 애호가 협회(CFA) 부스.

고양이 애호가 협회(Cat Fanciers' Association, CFA) 또는 국제 고양이 애호가 협회 1906년 미국에서 설립되었다. CFA는 북미에서 가장 권위 있는 혈통 고양이 등록 협회로 알려져 있다. 뉴저지주에 본사를 둔 CFA는 2010년 오하이오주로 이전했다. 협회의 명시된 사명은 혈통이 있는 고양이 품종을 보존 및 홍보하는 동시에 모든 고양이의 복지를 향상시키는 것이다. CFA의 첫 번째 허가된 고양이 쇼는 1906년 뉴욕 주 버팔로와 미시간주 디트로이트에서 열렸다. 오늘날 이 협회는 미국과 캐나다에서 확고한 활동과 함께 유럽, 중국, 일본에서 인지도를 얻고 있다.
CFA는 지난 세기 동안 성장했으며 2006년에 창립 100주년을 맞았다. 2016년 5월, CFA는 챔피언십 클래스에 대해 42개 품종을 인정하고 기타 클래스(벵갈 고양이)에 하나를 인정했다.

## CFA 인정 고양이 목록
품종 구분에 따른 알파벳 순으로 배열했다.:
- A - Abyssinian cat - American Bobtail - American Curl - American Shorthair - American Wirehair
- B - Balinese (Javanese 포함) - Bengal - Birman - Bombay - British Shorthair - Burmese - Burmilla
- C - Chartreux - Colorpoint Shorthair - Cornish Rex
- D - Devon Rex
- E - Egyptian Mau - European Burmese - Exotic
- H - Havana Brown
- J - Japanese Bobtail
- K - Khao Manee - Korat
- L - LaPerm - Lykoi
- M - Maine Coon - Manx
- N - Norwegian Forest Cat
- O - Ocicat - Oriental
- P - Persian (Himalayan 포함)
- R - Ragamuffin - Ragdoll - Russian Blue
- S - Scottish Fold - Selkirk Rex - Siamese - Siberian - Singapura - Somali - Sphynx
- T - Toybob - Tonkinese - Turkish Angora - Turkish Van

## 서비스
CFA는 캐터리, 순종 고양이 주인, 그리고 일반 대중들에게 많은 서비스를 제공한다. CFA가 제공하는 서비스 중 하나는 등록된 고양이를 위한 공인된 혈통 목록이다. 3세대에서 6세대로 거슬러 올라가는 등록된 고양이 혈통 단계가 있다.

## 같이 보기
- 고양이의 품종 목록